# Аксёновская (Шенкурский район)
Аксёновская — деревня в Шенкурском районе Архангельской области. Входит в состав муниципального образования «Ровдинское».

## География
Деревня расположена в южной части Архангельской области, в таёжной зоне, в пределах северной части Русской равнины, в 59 километрах на юг от города Шенкурска, на левом берегу реки Ваги при впадении в неё притока Пуя. Ближайшие населённые пункты: на западе деревня Барановская, на севере деревня Болкачевская.
Часовой пояс
Аксёновская, как и вся Архангельская область, находится в часовой зоне МСК (московское время). Смещение применяемого времени относительно UTC составляет +3:00.

## Население
| 2002 | 2010 | 2012 |
| ---- | ---- | ---- |
| 87   | ↘56  | ↗72  |

## История
Указана в «Списке населённых мест по сведениям 1859 года» в составе Шенкурского уезда(1-го стана) Архангельской губернии под номером «2032» как «Бакинская(Аксеновская)». Насчитывала 4 двора, 16 жителей мужского пола и 12 женского.
В «Списке населенных мест Архангельской губернии к 1905 году» деревня Аксеновская(Бокинская) насчитывает 11 дворов, 53 мужчины и 38 женщин.  В административном отношении деревня входила в состав Устьпуйского сельского общества Ровдинской волости.
На 1 мая 1922 года в поселении 17 дворов, 48 мужчин и 41 женщин..